# یوسا نوبونوری
یوسا نوبونوری ((به ژاپنی: 遊佐信教); سامورایی و از ملازم خاندان هاتاکه‌یاما اهل ژاپن در اواخر دوره سنگوکو و دوره آزوچی-مومویاما بود. وی شوگودای (معاون فرماندار) ولایت کاواچی بود.